# Johann II (biskup Konstancji)
Johann II także łac. Johannes (zm. 9 lutego 782) – duchowny Kościoła rzymskokatolickiego, biskup Konstancji (760–782), opat klasztoru Sankt Gallen (759–782) i klasztoru Reichenau (760–782) – pierwszy duchowny zarządzający jednocześnie wszystkimi trzema najważniejszymi ośrodkami duchowymi Alemanów.

## Życiorys
Po raz pierwszy Johann II jest wzmiankowany w roku 760, w którym objął funkcje biskupa Konstancji i opata klasztoru Reichenau. Przedtem miał być mnichem w Reichenau a po wygnaniu pierwszego opata Sankt Gallen, Otmara (689–759), Sidoniusz miał uczynić go jego następcą.
W 762 roku wziął udział w synodzie w Attigny, gdzie przyłączył się do ustanowionej tam wspólnoty modlitewnej (niem. Gebetsbund von Attigny także Totenbund von Attigny). W przypadku śmierci członka wspólnoty pozostali członkowie zobowiązywali się do odśpiewania 100 psalmów i 100 mszy oraz do osobistego odprawienia 30 mszy za pokój jego duszy.
Zmarł 9 lutego 782.